# Joaquin Phoenix
Joaquin Rafael Phoenix (/hwɑːˈkiːn/; nhũ danh Botttom; sinh 28 tháng 10 năm 1974) là một diễn viên, nhà sản xuất, và nhà hoạt động vì quyền động vật người Mỹ. Anh thường vào vai những nhân vật có nội tâm đen tối và tiêu cực trong các phim điện ảnh độc lập và đã nhận được nhiều giải thưởng, bao gồm một giải Oscar, một giải BAFTA, một giải Grammy và hai giải Quả cầu vàng. Năm 2020, anh được The New York Times xếp hạng 12 trong danh sách 25 diễn viên vĩ đại nhất thế kỷ 21.
Sinh ra ở Puerto Rico và lớn lên tại Los Angeles và Florida, Phoenix bắt đầu sự nghiệp diễn xuất của mình từ đầu thập niên 1980 với các vai diễn trong các bộ phim truyền hình cùng người anh trai River Phoenix. Vai diễn chính đầu tiên của anh ở lĩnh vực điện ảnh là thuộc hai dự án SpaceCamp (1986) và Parenthood (1989). Trong khoảng thời gian đó, anh được ghi danh dưới cái tên Leaf Phoenix. Phoenix sử dụng lại tên khai sinh của mình từ đầu những năm 1990 và nhận được sự đánh giá cao của giới phê bình cho các vai diễn phụ trong phim điện ảnh hài chính kịch To Die For (1995) và phim lịch sử Quills (2000). Anh nhận được nhiều lời khen ngợi từ giới chuyên môn, với đề cử giải Oscar và giải Quả cầu vàng đầu tiên cho Nam diễn viên phụ xuất sắc nhất nhờ vai diễn Commodus trong bộ phim lịch sử Gladiator (2000). Phoenix cũng gặt hái nhiều thành công với hai phim kinh dị Signs (2002) và The Village (2004), bộ phim lịch sử Hotel Rwanda (2004), cũng như giành được một giải Grammy, một giải Quả cầu vàng và một đề cử giải Oscar cho Nam diễn viên chính xuất sắc nhất nhờ vai diễn nhạc sĩ Johnny Cash trong bộ phim tiểu sử Walk the Line (2005). Phoenix tiếp tục nhận được sự hoan nghênh từ giới phê bình sau khi thủ vai trong hai phim điện ảnh của đạo diễn James Grey là bộ phim hành động We Own the Night (2007) và bộ phim chín kịch lãng mạn Two Lovers (2008), trước khi quyết định tạm ngừng sự nghiệp diễn xuất.
Năm 2010, Phoenix trở lại với sự nghiệp diễn xuất và tiếp tục nhận được những đánh giá tích cực từ giới chuyên môn. Anh thủ vai chính trong tác phẩm tâm lý The Master (2012), giành được Cúp Volpi cho Nam diễn viên chính xuất sắc nhất cũng như nhận được đề cử giải Oscar thứ ba trong sự nghiệp. Anh cũng nhận được đề cử Quả cầu vàng cho vai diễn trong bộ phim tình cảm Her (2013) và tác phẩm châm biếm tội phạm Inherent Vice (2014), đồng thời giành giải Nam diễn viên chính xuất sắc nhất của Liên hoan phim Cannes cho vai diễn trong phim điện ảnh giật gân tâm lý You Were Never Really Here (2017). Phoenix đạt được thành công quốc tế và giành được một giải Oscar, giải BAFTA, giải thưởng của Hiệp hội Diễn viên Màn ảnh và một giải Quả cầu vàng cho vai chính trong tác phẩm tâm lý tội phạm Joker (2019).
Ngoài việc là diễn viên, Phoenix còn là một nhà hoạt động vì quyền động vật. Anh bắt đầu ăn chay trường từ năm 3 tuổi và thường xuyên ủng hộ các hoạt động từ thiện cũng như tham gia sản xuất một số phim tài liệu về việc tiêu thụ thịt cũng như tác động của điều này đối với môi trường.

## Tiểu sử
Joaquin Rafael Bottom sinh ngày 28 tháng 10 năm 1974 tại quận Río Piedras của San Juan, Puerto Rico. Anh là con trai của John Lee Bottom, nhà sáng lập công ty tạo cảnh quan sân vườn, và Arlyn "Heart" Bottom (nhũ danh Dunetz), một thư ký tại NBC. Phoenix là con thứ ba trong số năm người con; anh là em trai của River Phoenix và Rain Phoenix, và cũng là anh trai của Liberty Phoenix và Summer Phoenix; cả năm anh em đều theo nghiệp diễn xuất. Anh cũng có một người chị gái cùng cha khác mẹ tên Jodean từ mối quan hệ trước đây của cha. Cha của Phoenix là một người theo Công giáo đến từ Fontana, California, ông mang trong mình ba dòng máu Anh, Đức và Pháp. Ông ngoại của anh, Meyer Dunetz, là người Nga và bà ngoại của anh, Margit Lefkowitz, là người Hungary; cả hai đều là người Do Thái Ashkenazi sinh sống tại Thành phố New York. Cha mẹ anh gặp nhau khi mẹ anh xin đi nhờ xe của cha anh ở California; cả hai kết hôn chỉ chưa đầy một năm sau lần gặp gỡ đầu tiên.

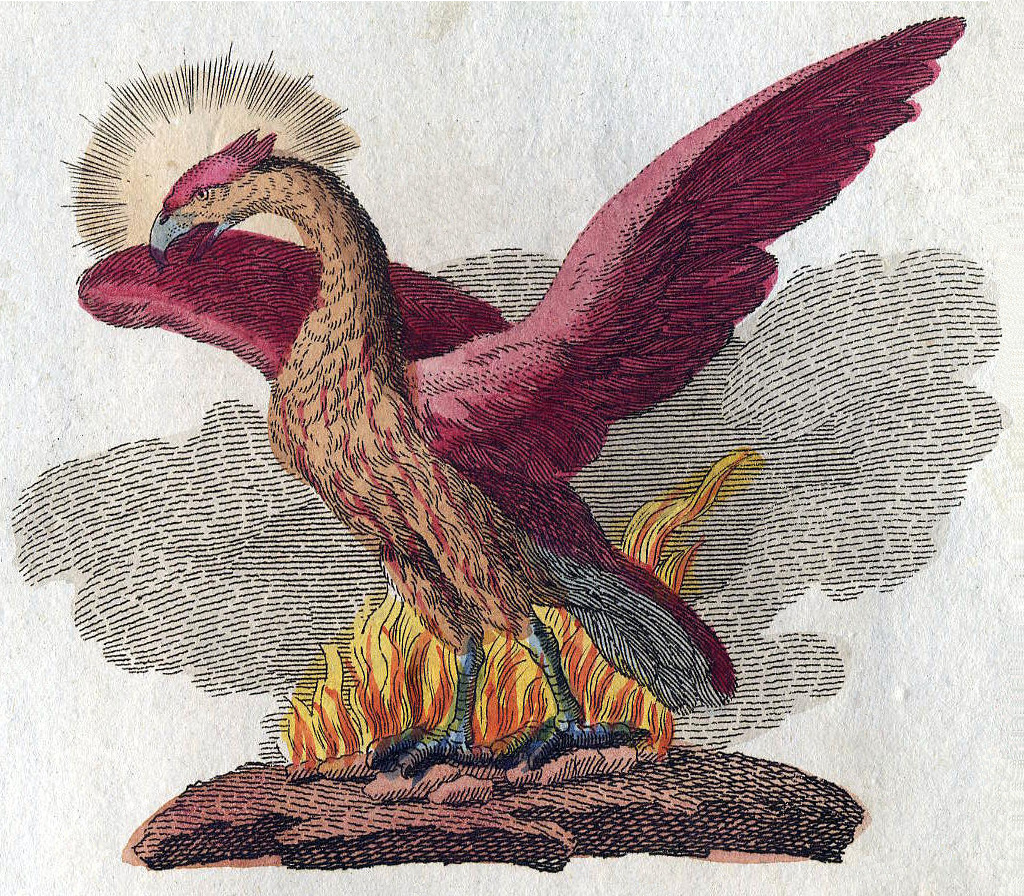
Gia đình anh nhận được quyền sử dụng họ Phoenix hợp pháp, lấy cảm hứng từ loài chim thần thoại vươn lên từ đống tro tàn của chính mình, là biểu tượng cho một khởi đầu mới.

Ngay sau khi đứa con thứ hai ra đời, cả hai người gia nhập giáo phái tôn giáo Children of God và bắt đầu đi khắp Nam Mỹ và Puerto Rico ở vùng Caribe dưới tư cách những nhà truyền giáo Cơ đốc; hai đứa trẻ tiếp theo cũng được sinh ra trong khoảng thời gian này. Cuối cùng, hai người vỡ mộng và rời bỏ Children of God vào năm 1977 do phản đối những quy tắc ngày càng bị bóp méo của giáo phái này. Người con thứ năm sinh ra ở Florida, sau khi gia đình định cư tại đó một thời gian. Cũng trong khoảng thời gian này, cả gia đình sử dụng hợp pháp họ Phoenix, vốn lấy cảm hứng từ loài chim thần thoại vươn lên từ đống tro tàn của chính mình, là biểu tượng cho một khởi đầu mới. Khi Phoenix lên ba, anh và các anh chị của mình đã chứng kiến cảnh ngư dân ném cá vào tường một cách thô bạo. Hành động này đã khiến cả gia đình chuyển sang ăn chay trường. Anh cũng bắt đầu tự gọi mình là "Leaf", cái tên bắt nguồn từ việc thường xuyên dành thời gian đi ra ngoài cào lá cũng như mong muốn có một cái tên liên quan đến thiên nhiên như các anh chị em của mình. Leaf đã trở thành cái tên mà anh sử dụng trước khi đổi lại thành tên khai sinh của mình là Joaquin vào năm mười lăm tuổi.
Năm 1979, sau khi cha của Phoenix phải nghỉ làm vì chấn thương cột sống, cả gia đình chuyển đến Los Angeles, nơi mẹ anh gặp gỡ Iris Burton, người đã giúp bọn trẻ tham gia vào các đoạn quảng cáo truyền hình. Phoenix xuất hiện với vai diễn đầu tiên cùng anh trai mình trong tập phim "Christmas Song" của bộ phim truyền hình Seven Brides for Seven Brothers năm 1982. Năm 1984, Phoenix đóng vai chính cùng anh trai River trong tập phim đặc biệt của ABC Afterschool Special mang tên Backwards: The Riddle of Dyslexia; vai diễn đã giúp cả hai có chung một đề cử cho Nam diễn viên trẻ xuất sắc nhất trong phim gia đình sản xuất cho truyền hình tại Giải Youth in Film lần thứ 6. Anh cũng xuất hiện dưới tư cách khách mời trong tập "We're Off to Kill the Wizard" của phim truyền hình Murder, She Wrote, cũng như các tập phim lẻ của The Fall Guy và Hill Street Blues. Một năm sau, Phoenix xuất hiện trong phim truyền hình Kids Don't Tell. Để có thêm thu nhập, những đứa trẻ đã hát những bài hát gốc như "Gonna Make It" – một bản nhạc do River sáng tác – và đi kiếm tiền trong bộ áo phông và quần đùi màu vàng. Bọn trẻ cũng đi học khiêu vũ, và cũng nhờ đó Phoenix đã trở thành một vũ công đầy phá cách. Phoenix bỏ học trung học sau khi được gửi một con ếch chết để phục vụ cho mục đích nghiên cứu sinh học. Không hài lòng với cuộc sống ở Los Angeles, gia đình nhà Phoenix quay trở lại Florida và định cư ở Gainesville.

## Sự nghiệp diễn xuất

### 1986–1989: Bắt đầu sự nghiệp
Phoenix xuất hiện lần đầu trong bộ phim điện ảnh phiêu lưu SpaceCamp (1986) với vai một cậu bé đến Trung tâm Vũ trụ Kennedy để tìm hiểu về chương trình không gian của NASA và trải qua khóa đào tạo phi hành gia nghiệp dư. Anh cũng xuất hiện trong tập phim "A Very Happy Ending" của loạt phim tuyển tập Alfred Hitchcock Presents cùng năm đó, với vai một đứa trẻ tống tiền tên sát thủ đã giết cha mình. Vai chính đầu tiên của Phoenix là trong phim điện ảnh Russkies (1987), kể về một nhóm bạn trẻ vô tình kết bạn với một tay lính Nga trong Chiến tranh Lạnh.
Năm 1989, Phoenix thủ vai Garry, một cậu bé thiếu niên trong tác phẩm chính kịch hài hước Parenthood của đạo diễn Ron Howard. Bộ phim đạt thành công vang dội về mặt thương mại khi thu về 126 triệu USD toàn cầu so với kinh phí sản xuất vào mức 20 triệu USD. Các nhà phê bình dành nhiều lời khen ngợi cho tác phẩm, trong đó tờ IndieWire đánh giá cao dàn diễn viên cùng phần diễn xuất của họ vì sự "đáng yêu và sâu sắc", đồng thời ví Phoenix như một "thiếu niên giận dữ đáng tin cậy". Vai diễn đã mang về cho anh một đề cử giải Young Artist cho Nam diễn viên chính xuất sắc nhất trong phim điện ảnh. Vai diễn Garry sau này đã được tái hiện trong loạt phim truyền hình chuyển thể cùng tên của Leonardo DiCaprio. Sau khi trở thành một diễn viên nhí, Phoenix cảm thấy mình không nhận được bất kỳ lời đề nghị hấp dẫn nào nên đã quyết định nghỉ diễn xuất và tới México du lịch cùng cha mình, đồng thời theo học ngôn ngữ Tây Ban Nha. Khi trở lại Hoa Kỳ, anh trai River Phoenix đề nghị Phoenix đổi nghệ danh trở lại thành Joaquin cũng như khuyến khích anh trở lại với nghiệp diễn xuất.
Ngày 31 tháng 10 năm 1993, River qua đời sau khi dùng thuốc quá liều bên ngoài hộp đêm The Viper Room ở West Hollywood. Phoenix đã đi cùng em trai và chị gái Rain đến hộp đêm, nhấn máy gọi 911 để tìm kiếm sự giúp đỡ. Sau khi chết, cuộc điện thoại này đã được phát liên tục trên các chương trình truyền hình cũng như các kênh phát thanh. Gia đình anh đã tới Costa Rica để tránh sự soi mói của giới truyền thông khi sự việc này bị coi như một lời cảnh tỉnh về thói hư tật xấu của những người trẻ tuổi ở Hollywood.

### 1995–1999: Trở lại với diễn xuất
Năm 1995, Phoenix trở lại nghiệp diễn xuất với vai diễn trong tác phẩm hài đen To Die For của đạo diễn Gus Van Sant, dựa trên cuốn tiểu thuyết cùng tên của nhà văn Joyce Maynard và lấy cảm hứng từ vụ giết người của Pamela Smart. Phoenix thủ vai chính Jimmy Emmett, cậu thanh niên trẻ tuổi bị một phụ nữ dụ dỗ thực hiện hành vi giết người. Tác phẩm được công chiếu ra mắt tại Liên hoan phim Cannes 1995 và đạt thành công cả về mặt thương mại lẫn chuyên môn, trong đó nhà phê bình Janet Maslin từ New York Times ca ngợi màn trình diễn của Phoenix: "Thật đáng thương cho Jimmy tội nghiệp. Vai diễn nhập tâm cùng biểu cảm thô ráp, đau khổ của Phoenix khiến anh trở thành một diễn viên đáng để theo dõi; [nhân vật] Jimmy vừa bị cám dỗ lại vừa khiếp sợ trước sự vô luân của Suzanne."
Năm 1997, Phoenix vào vai một kẻ gây rối trong U Turn của đạo diễn Oliver Stone, và vai một chàng trai nghèo yêu một cô nàng giàu có trong Inventing the Abbotts. Cả hai tác phẩm đều nhận về những đánh giá trái chiều và không đạt thành tích cao tại phòng vé. Một năm sau đó, Phoenix tham gia diễn xuất trong Clay Pigeons, với vai một chàng trai trẻ kết bạn với một kẻ giết người hàng loạt. Phim ra mắt với thành tích phòng vé ảm đạm và không được giới phê bình đón nhận. Trong bộ phim tiếp theo mang tên 8mm (1999), Phoenix thủ vai nhân viên một cửa hàng video người lớn, giúp đỡ nhân vật của Nicolas Cage điều tra thế giới ngầm về nội dung khiêu dâm bất hợp pháp. Phim đạt thành công về mặt thương mại khi thu về 96 triệu USD toàn cầu, dù không được các nhà phê bình đánh giá cao.

### 2000–2005: Thành công về chuyên môn và thương mại

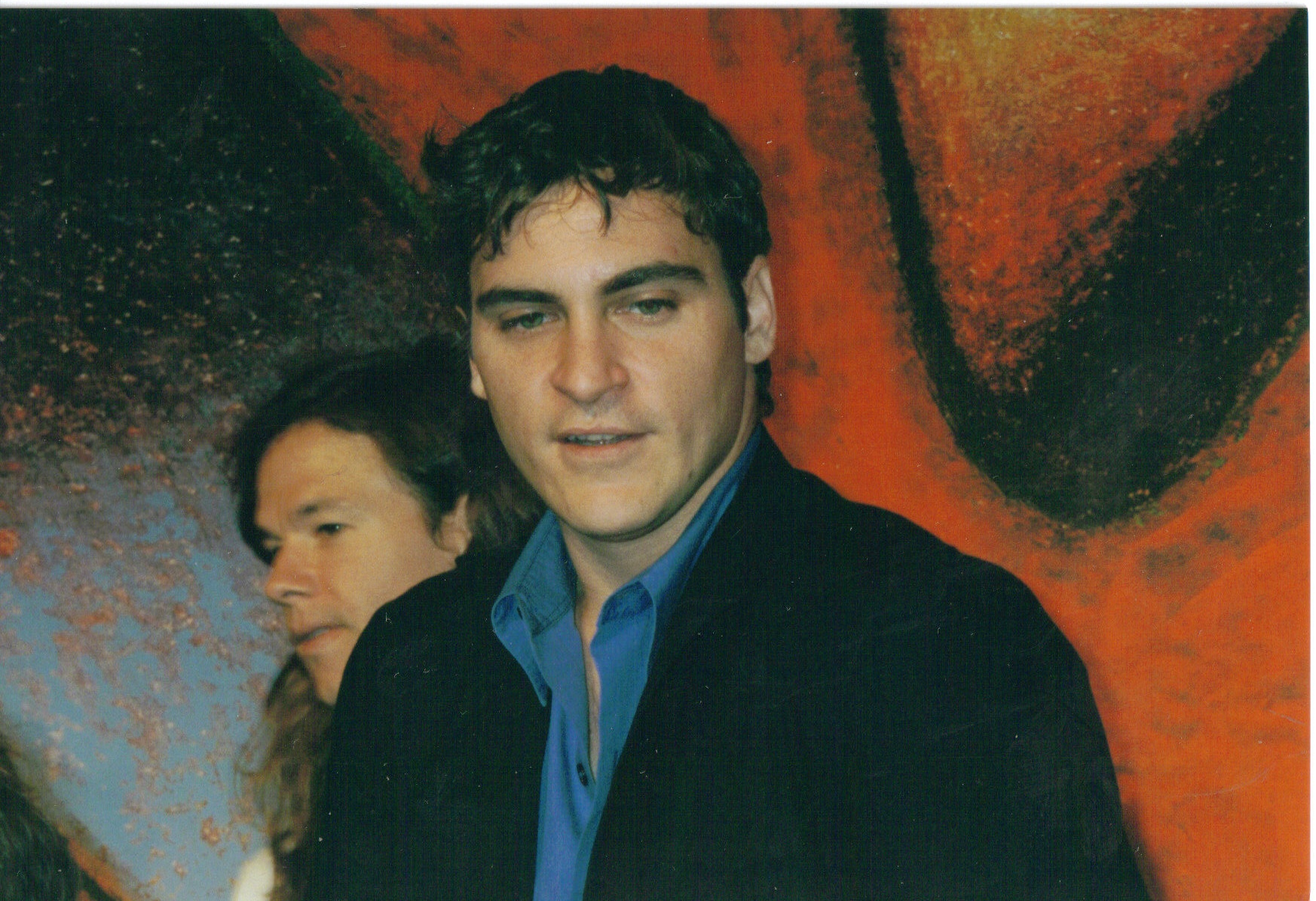
Phoenix ở Cannes quảng bá cho The Yards vào tháng 5 năm 2000

Năm 2000, Phoenix tham gia đóng trong ba bộ phim. Trong tác phẩm đầu tiên, anh vào vai một phiên bản hư cấu của Hoàng đế La Mã Commodus trong bộ phim sử thi lịch sử Gladiator do Ridley Scott đạo diễn. Tác phẩm nhận được nhiều đánh giá tích cực về chuyên môn, thu về 457 triệu USD toàn cầu, trở thành phim điện ảnh có doanh thu cao thứ hai của năm 2000. Vai diễn này đã giúp Phoenix giành được đề cử giải Oscar, giải Quả cầu vàng và giải BAFTA đầu tiên trong sự nghiệp ở hạng mục Nam diễn viên phụ xuất sắc nhất. Anh cùng người anh quá cố River đã trở thành cặp anh em đầu tiên – và cho đến nay là duy nhất – đều nhận được đề cử diễn xuất tại giải Oscar. Tác phẩm tiếp theo, The Yards, đánh dấu lần hợp tác đầu tiên của Phoenix với đạo diễn James Grey. Bộ phim hình sự đề cập tới vấn đề tham nhũng trong ngành đường sắt của Queens. Dù không đạt thành tích tốt tại phòng vé, The Yards lại nhận được nhiều lời khen ngợi từ giới phê bình, trong đó nhiều cây bút coi vai diễn phản diện của Phoenix là điểm nổi bật của tác phẩm. Tác phẩm thứ ba của Phoenix trong năm 2000 là Quills của đạo diễn Philip Kaufman, một bộ phim giật gân châm biếm lấy cảm hứng từ cuộc đời và công việc của Hầu tước de Sade. Phoenix vào vai linh mục Abbé de Coulmier, tham gia diễn xuất cùng với nữ diễn viên Kate Winslet. Tác phẩm ra mắt tại Liên hoan phim Telluride và thu về 17 triệu USD tại phòng vé. Quills nhận về nhiều lời khen ngợi, trong đó Peter Travers của Rolling Stone ca ngợi Phoenix cùng sự phối hợp ăn ý giữa anh và Winslet: "Phoenix, xuất hiện trong năm nay với Gladiator và The Yards, đã xuất sắc đưa vị linh mục này trở thành một biểu tượng đầy quyến rũ [...]. Winslet và Phoenix thực sự đã bén lửa, đặc biệt là [ở phân cảnh] Abbé mơ về cô nàng Madeleine với vẻ đẹp mê hồn." Với các vai diễn của mình trong năm, Phoenix đã nhận một giải BFCA cho Nam diễn viên phụ xuất sắc nhất và một giải NBRMP cho Nam diễn viên phụ xuất sắc nhất.
Năm kế đó, Phoenix đóng vai một lính lục quân Hoa Kỳ chính trong bộ phim châm biếm Buffalo Soldiers. Buổi ra mắt tác phẩm diễn ra tại Liên hoan phim Quốc tế Toronto vào đầu tháng 9 năm 2001; tuy nhiên, vì bộ phim mang nội dung châm biếm quân đội Hoa Kỳ nên quá trình phân phối đã bị trì hoãn khoảng hai năm do hậu quả của cuộc tấn công ngày 11 tháng 9. Sau cùng, phim được công chiếu vào ngày 25 tháng 7 năm 2003. Nev Pierce của BBC viết rằng: "Phoenix rất xuất sắc khi thủ vai Trung sĩ Bilko Gen X, [...] thể hiện được nét dịu dàng, tình yêu, sự đau buồn và sợ hãi khi trò chơi của anh trở nên vượt quá tầm kiểm soát"; Phoenix cũng nhận được một đề cử giải Phim độc lập Anh Quốc cho Nam diễn viên chính xuất sắc nhất. Sau đó, Phoenix tham gia diễn xuất trong tác phẩm giật gân khoa học viễn tưởng Signs (2002), đánh dấu lần hợp tác đầu tiên của anh với đạo diễn M. Night Shyamalan. Trong tác phẩm, anh vào vai Merrill Hess, một cựu cầu thủ bóng chày của Minor League, cùng với anh trai mình phát hiện ra việc Trái Đất đã bị người ngoài hành tinh xâm chiếm. Bộ phim thu về nhiều đánh giá trái chiều từ các nhà phê bình, nhưng phần trình diễn của Phoenix lại được khen ngợi, trong đó nhà phê bình Peter Travers viết rằng Phoenix đã "thể hiện một cách ấn tượng, tìm thấy được sự hài hước cũng như nỗi đau sâu kín trong lòng chàng trai lạc lối ấy". Bộ phim đạt thành công về mặt thương mại, thu về 408,2 triệu USD toàn cầu. Năm 2003, Phoenix thủ vai người chồng bất cần của một ngôi sao trượt ván trong bộ phim tình cảm lãng mạn It's All About Love của đạo diễn Thomas Vinterberg, đồng thời tham gia lồng tiếng cho nhân vật Kenai trong phim hoạt hình Brother Bear của Disney. Phoenix bày tỏ niềm vui sướng tột độ khi được nhận vai chính trong Brother Bear: "Đỉnh cao thực sự [trong sự nghiệp của tôi] là tôi được vào vai một nhân vật hoạt hình trong phim của Disney. Đó chẳng phải là điều vĩ đại nhất sao?" Phim thu về 250,4 triệu USD toàn cầu, nhận được đề cử giải Oscar cho Phim hoạt hình hay nhất. Tuy nhiên, vai lồng tiếng của anh lại do Patrick Dempsey thay thế trong phần phim Brother Bear 2.
Phoenix tái hợp với Shyamalan trong bộ phim giật gân The Village (2004), với nội dung xoay quanh một ngôi làng đang bị bao trùm trong nỗi sợ hãi khi những sinh vật ẩn nấp trong khu rừng bên ngoài vẫn đang rình rập. Phoenix thủ vai anh nông dân Lucius Hunt, một vai diễn mà Christopher Orr của The Atlantic nhận xét là "không được phát triển đúng mức". Dù ban đầu nhận về những ý kiến trái chiều, bộ phim lại thu hút các bài đánh giá hồi tưởng sau nhiều năm sau phát hành. Nhiều nhà phê bình coi đây là một trong những bộ phim hay nhất của Shyamalan và khen ngợi màn trình diễn "đầy khiếp sợ" của Phoenix. The Village đạt thành công lớn về mặt thương mại khi thu về 256,7 triệu USD toàn cầu so với kinh phí làm phim ở mức 60 triệu USD. Ladder 49 là tác phẩm tiếp theo của Phoenix trong năm; cùng với nam diễn viên John Travolta, anh vào vai một lính cứu hỏa Baltimore. Để chuẩn bị cho vai diễn, Phoenix đã tham gia tập huấn với Sở Cứu hỏa Baltimore trong hai tháng và thực hiện dập tắt các đám cháy thật. Anh thừa nhận mình mắc chứng sợ độ cao trước khi bắt đầu làm bộ phim này: "Tôi leo lên cột, nhìn xuống và nhận ra tôi không thể làm được. Nhưng tôi đã trải qua khóa huấn luyện, nó cho tôi biết về nỗi sợ của mình và giúp tôi vượt qua nó". Phim thu về 102,3 triệu USD tại phòng vé dù nhận được nhiều đánh giá không mấy khả quan. Roger Ebert đánh giá tác phẩm 3,5 trên 4 sao, đồng thời khen ngợi phần trình diễn của Phoenix trong phim. Bộ phim cuối cùng của Phoenix trong năm 2004 là Hotel Rwanda của Terry George, với vai diễn nhà quay phim Jack Daglish. Dựa trên thảm họa diệt chủng ở Rwandan, tác phẩm kể lại những nỗ lực của Paul Rusesabagina trong việc bảo tồn sinh mạng của gia đình anh cùng hơn 1.000 người tị nạn khác qua việc cung cấp cho họ nơi trú ẩn trong Hôtel des Mille Collines. Dù không thu về nhiều lợi nhuận nhưng tác phẩm vẫn là một thành công lớn về mặt chuyên môn khi nhận về nhiều đánh giá tích cực từ giới phê bình điện ảnh. Với vai diễn này, Phoenix đã nhận được một đề cử giải SAG cùng với dàn diễn viên của phim.
Năm 2005, Phoenix đóng vai chính trong Walk the Line của đạo diễn James Mangold, một bộ phim tiểu sử về Johnny Cash, sau khi được Cash đồng ý cho Phoenix đảm nhiệm vai diễn về chính ông. Tất cả các bài hát của Cash trong phim cũng như phần nhạc nền đi kèm đều do Phoenix thể hiện. Phim được công chiếu lần đầu tại Liên hoan phim Telluride và thu về 186 triệu USD toàn cầu. Vai diễn của Phoenix đã nhận được nhiều lời khen ngợi từ giới chuyên môn, truyền cảm hứng cho nhà phê bình điện ảnh Roger Ebert viết: "Với hiểu biết về các album của Johnny Cash, tôi đã nhắm mắt lại để lắng nghe phần nhạc phim và sau cùng đã phải thừa nhận rằng, vâng, đó chính là giọng hát của Johnny Cash mà tôi đã biết. [Nhưng] phần danh đề cuối phim lại cho thấy rõ ràng là Joaquin Phoenix đã hát [các bài hát đó], và tôi hoàn toàn bị đánh gục". Với vai diễn Johnny Cash, anh đã giành được giải Quả cầu vàng cho Nam diễn viên phim ca nhạc hoặc phim hài xuất sắc nhất và giải Grammy cho Tác phẩm âm nhạc biên soạn xuất sắc nhất cho phim ảnh cho phần nhạc phim. Phoenix đồng thời cũng nhận được đề cử giải Oscar đầu tiên ở hạng mục Nam diễn viên chính xuất sắc nhất cũng như đề cử giải BAFTA thứ hai trong sự nghiệp. Cũng trong năm đó, anh đảm nhiệm vai trò tường thuật cho bộ phim tài liệu Earthlings (2005), với nội dung xoay quanh cuộc điều tra vấn đề ngược đãi động vật trong các trang trại của nhà máy và các xưởng sản xuất chăn nuôi, cũng như trong lĩnh vực nghiên cứu khoa học. Anh được trao Giải thưởng Nhân đạo tại Liên hoan phim San Diego vào năm 2005 cho những đóng góp của minh trong Earthlings. Nhà triết học về quyền động vật Tom Regan nhận xét rằng, "đối với những người đã xem Earthlings, thế giới sẽ không bao giờ còn được như trước nữa."

### 2006–2010: Sản xuất phim điện ảnh và thực hiện phim tài liệu
Vai trò sản xuất đầu tiên mà Phoenix thực hiện là bộ phim giật gân hành động We Own the Night (2007), trong đó anh vào vai một quản lý hộp đêm đang cố gắng cứu anh trai và cha mình khỏi tay bọn Nga xã hội đen. Bộ phim do James Grey đạo diễn, được ra mắt tại Liên hoan phim Cannes 2007 với nhiều ý kiến trái chiều; Roger Ebert khen ngợi chỉ đạo đạo diễn của Grey cũng như phần diễn xuất, nhưng lại chỉ trích phần kịch bản thiếu chất riêng. David Edelstein của tạp chí New York cũng tán dương Phoenix vì đã đưa tác phẩm lên cao trào và cho rằng bộ phim "có thể sẽ rất vụng về nếu không có sự góp mặt của Phoenix – cách thể hiện vai diễn của anh mạnh mẽ hơn các diễn viên khác rất nhiều. Không hề có sự giả tạo. Anh không phải là một diễn viên biến mất vào một vai diễn mà là một người đàn ông biến mất vào trong chính mình [...]. Đó là nghịch lý của sự vĩ đại trong diễn xuất". Cuối năm đó, anh vào vai một người cha bị ám ảnh bởi việc tìm ra kẻ đã giết con trai mình trong tác phẩm chính kịch hình sự Reservation Road do Terry George đạo diễn. Tác phẩm nhận được đánh giá trái chiều từ các nhà phê bình; trong đó Peter Travers khen ngợi diễn xuất của Phoenix và xếp hai diễn viên "Joaquin Phoenix và Mark Ruffalo vào hàng xuất sắc nhất trong thế hệ của họ". Phoenix cũng là giám đốc sản xuất của 4Real, một chương trình truyền hình với thời lượng 30 phút bắt đầu phát sóng từ năm 2007. Chương trình này giới thiệu các khách mời nổi tiếng trên những chuyến du hành toàn cầu "nhằm kết nối với các nhà lãnh đạo trẻ, những người đang tạo ra sự thay đổi về xã hội và kinh tế".
Năm 2008, Phoenix thủ vai trong bộ phim tình cảm Two Lovers của Grey, được ra mắt tại Liên hoan phim Cannes 2008. Các đánh giá cho bộ phim nói chung cũng như phần diễn xuất của Phoenix nói riêng đều rất tích cực; giám đốc phê bình điện ảnh của tạp chí New York gọi đây là vai diễn xuất sắc nhất của Phoenix từ trước tới nay, còn Ray Bennett của The Hollywood Reporter thì cảm nhận rằng Phoenix đã dẫn dắt bộ phim với "trí thông minh tuyệt vời cùng sức quyến rũ phi thường, khiến cho xung đột nội tâm của nhân vật trở nên vô cùng đáng tin". Trong quá trình quảng bá cho Two Lovers, Phoenix cũng bắt tay vào thực hiện dự án tiếp theo mang tên I'm Still Here (2010). I'm Still Here mang mục đích theo chân cuộc đời của Phoenix kể từ khi anh tuyên bố từ giã sự nghiệp diễn xuất cho tới khi chuyển sang sự nghiệp của một nghệ sĩ hip hop dưới sự quản lý của biểu tượng nhạc rap Sean "Diddy" Combs. Tác phẩm do anh rể của Phoenix lúc đó là Casey Affleck đạo diễn, cùng phần kịch bản do Affleck và Phoenix cùng đảm nhiệm. Phim ra mắt tại Liên hoan phim quốc tế Venice lần thứ 67 và nhận về nhiều ý kiến trái chiều; các nhà phê bình có sự chia rẽ trong việc định nghĩa bộ phim này là phim tài liệu hay là một tác phẩm nghệ thuật biểu diễn. Sau khi phát hành, Phoenix cho biết ý tưởng của phim đến từ sự ngạc nhiên của anh trước việc mọi người tin rằng các chương trình truyền hình thực tế hoàn toàn không được dàn dựng kịch bản từ trước. Bằng cách tuyên bố từ giã sự nghiệp diễn xuất, anh và Affleck đã lên kế hoạch làm một bộ phim "khám phá giới ngôi sao và đào sâu mối quan hệ giữa truyền thông và người tiêu dùng cũng như bản thân những người nổi tiếng".

### 2012–2018: Các vai diễn phức tạp cùng những lời tán dương
Năm 2011, có thông tin cho biết Phoenix sẽ vào vai chính trong bộ phim chính kịch The Master do Paul Thomas Anderson đạo diên, theo chân mối quan hệ giữa Freddie Quell – một cựu binh hải quân trong Thế chiến II đang vật lộn để thích nghi với xã hội thời hậu chiến – và Lancaster Dodd – nhà lãnh đạo của phong trào tôn giáo "The Cause". Để nhập vai nhân vật, Phoenix đã giảm một lượng cân nặng đáng kể và đến gặp nha sĩ để buộc một bên hàm khép lại. Phim được ra mắt tại Liên hoan phim Venice 2012, giúp anh giành được Cúp Volpi cho Nam diễn viên chính xuất sắc nhất. Bộ phim nghệ thuật này dù chỉ thu về 28 triệu USD tại phòng vé nhưng đã được giới phê bình nhiệt liệt hoan nghênh, trong đó phần trình diễn của Phoenix nhận được vô số lời tán dương. Peter Travers gọi đây là màn trình diễn xuất sắc nhất trong sự nghiệp của anh: "Vai diễn như thể làn da thứ hai của Phoenix. Bạn sẽ không tài nào rời mắt khỏi anh ấy", còn Todd McCarthy của tờ The Hollywood Reporter thì miêu tả vai diễn như "dấu ấn sự nghiệp" của nam diễn viên, đồng thời khen ngợi Anderson và Phoenix khi đã xây dựng được một tác phẩm phức tạp xoay quanh một nhân vật cô độc như vậy. Nam diễn viên Daniel Day-Lewis thì công khai ca ngợi vai diễn "đáng chú ý" của Phoenix trong lúc nhận Giải thưởng của Hiệp hội Diễn viên Màn ảnh, đồng thời cảm thấy có lỗi khi Phoenix không nhận được một đề cử tương tự. Dù vậy, Phoenix đã nhận được đề cử giải Oscar, Quả cầu vàng và BAFTA lần thứ ba trong sự nghiệp cho vai diễn của mình.

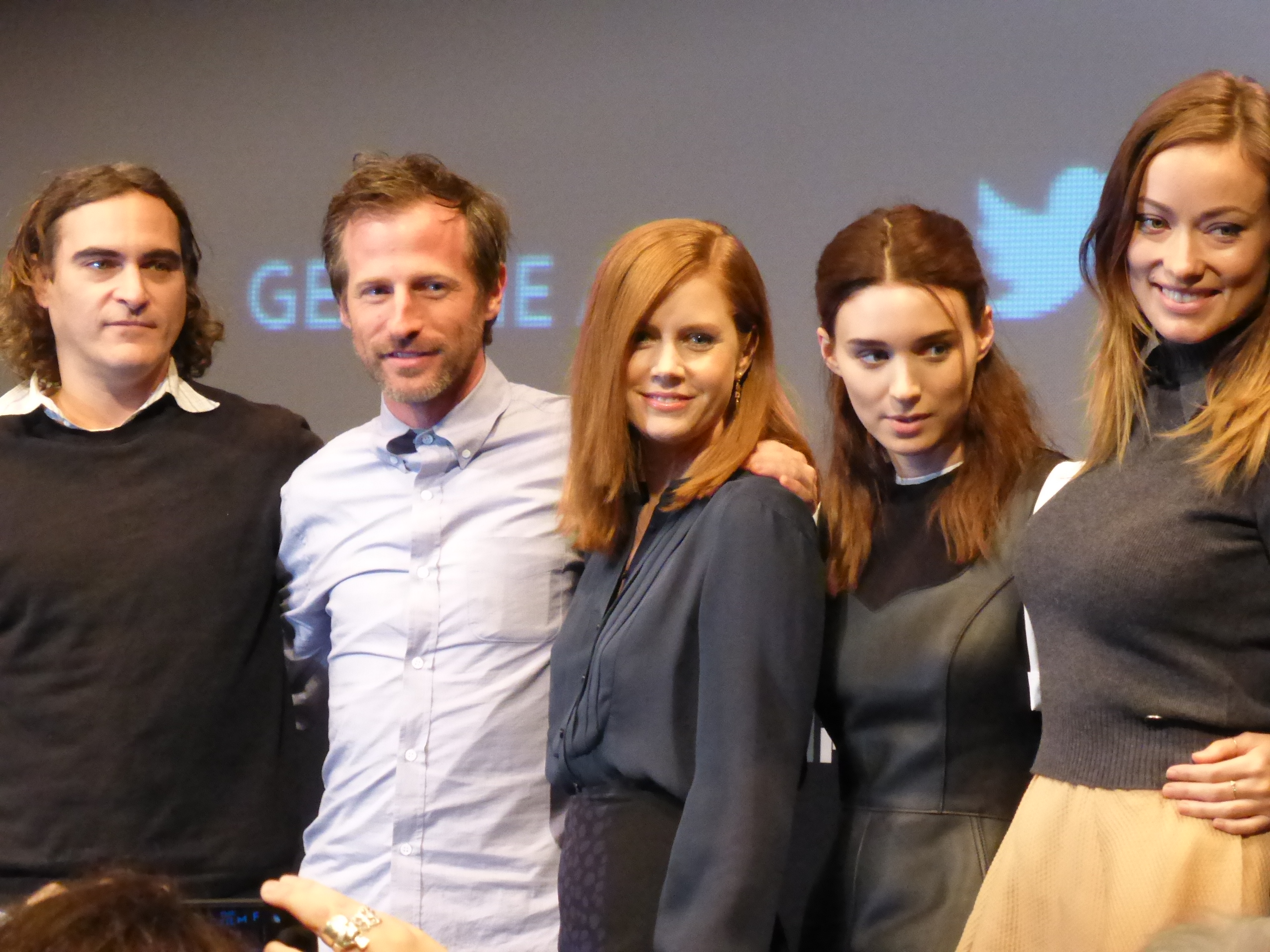
Phoenix (ngoài cùng bên trái) và một số diễn viên và đoàn làm phim của Her tại Liên hoan phim New York năm 2013.

Lần hợp tác thứ tư của Phoenix và Grey là qua dự án The Immigrant (2013), một bộ phim chính kịch trong đó anh đóng một vai phụ. The Immigrant cùng phần trình diễn của anh đã nhận được những đánh giá tích cực tại Liên hoan phim Cannes 2013. Trong bài đánh giá của mình, Ignatiy Vishnevetsky của The AV Club cho rằng bộ phim sở hữu một trong những màn trình diễn xuất sắc nhất của Phoenix, đồng thời khen ngợi lần hợp tác này của Phoenix và Grey: "cả hai ăn ý đến mức khó có thể biết được đâu là lúc Phoenix ngừng diễn và [đâu là lúc] phong cách hình ảnh của Grey [...] bắt đầu". Bộ phim điện ảnh tiếp theo của Phoenix trong năm là tác phẩm khoa học viễn tưởng lãng mạn của Spike Jonze, mang tựa đề Her. Anh vào vai Theodore Twombly, người đàn ông nảy sinh mối quan hệ tình cảm với Samantha, một hệ điều hành máy tính thông minh được nhân cách hóa với giọng nữ. Tác phẩm được giới chuyên môn đánh giá cao, trong đó nhà phê bình AA Dowd của The AV Club đã gọi Phoenix là "một trong những diễn viên có cảm xúc chân thật nhất của Hollywood", đồng thời ấn tượng cách anh dễ dàng giải phóng sự thương tổn trong những cảnh quay cận của bộ phim. Cây viết cũng khen ngợi vai diễn của Phoenix: "màn trình diễn tuyệt vời đã giải cứu nhân vật – vốn là một mớ hỗn độn của những bất an, hối tiếc và khao khát – khỏi bữa tiệc của lòng thương hại mà anh ta dễ dàng vấp phải." Her thu về tổng doanh thu cao gấp đôi so với ngân sách sản xuất, giúp Phoenix nhận được đề cử thứ tư tại giải Quả cầu vàng. Một số nhà báo đã bày tỏ sự thất vọng khi anh không nhận được đề cử Oscar tương tự, trong đó Peter Knegt của IndieWire gọi đây là một trong mười điều sỉ nhục của Oscar trong thập kỷ.
Năm 2014, Phoenix tham gia trong bộ phim hài chính kịch hình sự Inpect Vice với vai Doc Sportello, một thám tử tư đang cố gắng giúp bạn gái cũ giải quyết một vụ án khó hiểu. Tác phẩm dựa trên cuốn tiểu thuyết trinh thám cùng tên của nhà văn Thomas Pynchon. Các nhà phê bình khen ngợi phần diễn xuất của Phoenix cũng như chỉ đạo đạo diễn của Paul Thomas Anderson, nhưng lại không hài lòng với phần cốt truyện rối rắm. Robbie Collin của The Daily Telegraph đã gọi Phoenix là "người dẫn lối hoàn hảo" của Anderson; vai diễn này cũng giúp Phoenix giành được đề cử giải Quả cầu vàng thứ năm trong sự nghiệp. Tiếp đó vào năm 2015, sau khi đảm nhiệm vai trò tường thuật trong Unity, phần phim tài liệu về quyền động vật thứ hai sau Earthlings, Phoenix hợp tác với đạo diễn Woody Allen và nữ diễn viên Emma Stone trong bộ phim hình sự bí ẩn Irrational Man. Anh vào vai Abe Lucas, một giáo sư triết học đang trải qua một cuộc khủng hoảng hiện sinh. Phim được ra mắt tại Liên hoan phim Cannes 2015 với nhiều ý kiến trái chiều; The Hollywood Reporter cảm thấy bộ phim quá giống với những bộ phim trước đây của Allen, nhưng vẫn ca ngợi sự phối hợp ăn ý giữa Phoenix với Stone."
Bộ phim giật gân You Were Never Really Here (2017) do Lynne Ramsay viết kịch bản và đạo diễn dựa trên cuốn tiểu thuyết cùng tên của nhà văn Jonathan Ames được xếp vào hàng những bộ phim được đánh giá cao nhất trong sự nghiệp của Phoenix. Phim kể về Joe, một cựu đặc vụ FBI và cũng là cựu binh trong Chiến tranh vùng Vịnh, cùng nhiệm vụ tìm kiếm những cô gái trẻ đang bị mất tích. Để chuẩn bị cho vai diễn, Phoenix đã nhờ đến sự tư vấn của một cựu vệ sĩ chuyên làm nhiệm vụ giải cứu những trẻ em bị bọn buôn người bóc lột và lạm dụng tình dục; anh cũng phải tăng một lượng cân nặng và cơ bắp đáng kể cho vai diễn này. Phoenix là sự lựa chọn đầu tiên và duy nhất của Ramsay cho vai diễn; Ramsay cũng gọi anh là "tri kỷ của tôi trong việc làm phim". Bộ phim được ra mắt tại Liên hoan phim Cannes 2017, nhận về vô số lời hoan nghênh từ khán giả và giới chuyên môn, đồng thời cũng mang về cho Phoenix một giải cho Nam diễn viên chính xuất sắc nhất của Liên hoan phim Cannes. Justin Chang của Los Angeles Times đã miêu tả màn trình diễn của Phoenix trong phim là "đầy mê hoặc".

### 2018–nay:Jokervà hơn thế nữa
Năm 2018, Phoenix thủ vai Chúa Jesus trong bộ phim chính kịch kinh thánh Mary Magdalene do Helen Edmundson viết kịch bản và Garth Davis đạo diễn. Bộ phim cùng phần diễn xuất của anh nhận được nhiều đánh giá trái chiều. Entertainment Weekly cho rằng Phoenix chưa thể hiện đủ lòng trắc ẩn và sự duyên dáng cần thiết cho vai diễn, trong khi Nick Allen trên trang web của Roger Ebert lại gọi tên vai diễn của anh là "một con người đang bị dằn vặt bởi sức mạnh và trí tuệ bên trong mình", đồng thời coi đây là một trong những bức chân dung đẹp nhất về Chúa Jesus từ trước đến nay. Hai bộ phim tiếp theo của anh – phim tiểu sử Don't Worry, He Won't Get Far on Foot và bộ phim hình sự The Sisters Brothers – thì được đón nhận nhiều hơn. Trong bộ phim đầu tiên, Phoenix đã tái hợp với đạo diễn To Die For Gus Van Sant để vào vai họa sĩ hoạt hình bị liệt tứ chi John Callahan. Barry Hertz của The Globe and Mail bình luận rằng không một diễn viên nào có thể thể hiện tác phẩm tốt hơn Phoenix: "Nam diễn viên – không bao giờ là một chú tắc kè hoa đơn giản, mà là một người biến mất hoàn toàn vào vai diễn với một niềm tin đáng sợ – đã tiếp tục khám phá một vùng đất mới mẻ và rộng lớn hơn". Bộ phim sau đó, The Sisters Brothers, là một tác phẩm chuyển thể từ tiểu thuyết cùng tên của nhà văn Patrick deWitt, với Jacques Audiard đảm nhiệm vai trò đạo diễn. Phim có sự tham gia của John C. Reilly và Phoenix trong vai hai anh em sát thủ khét tiếng Eli và Charlie. Viết cho trang web của Roger Ebert, Tomris Laffly khen ngợi "sự phối hợp tuyệt vời" giữa Phoenix và Reilly; còn Lindsey Behr của Associated Press thì cho rằng bộ đôi đã "kiểm soát xuất sắc tất cả các tông nền khác nhau của bộ phim". Cũng trong năm 2018, Phoenix hợp tác với Rooney Mara và Sia để tường thuật bộ phim tài liệu Dominion của Chris Delforce. Các nhà hoạt động vì quyền động vật đã gọi đây là một trong những bộ phim tài liệu có tầm ảnh hưởng lớn nhất từng được sản xuất. Vì những đóng góp của mình cho bộ phim tài liệu, Phoenix đã được trao Giải thưởng xuất sắc về tường thuật năm 2018 tại Giải Phim tài liệu độc lập quốc tế Hollywood.
Năm 2019, Phoenix vào vai nhân vật Joker của DC Comics trong bộ phim giật gân tâm lý Joker do Todd Phillips đạo diễn. Lấy bối cảnh vào năm 1981, bộ phim theo chân Arthur Fleck, một gã hề kiêm diễn viên hài độc thoại điên loạn là nguyên nhân dẫn tới cuộc cách mạng phản văn hóa đầy bạo lực chống lại tầng lớp thượng lưu của thành phố Gotham. Phoenix đã giảm 24 kg để chuẩn bị cho vai diễn, đồng thời tự học cách cười thông qua các "video về những người mắc chứng rối loạn cảm xúc." Dù được đánh giá cao tại Liên hoan phim quốc tế Venice lần thứ 76, bộ phim vấp phải nhiều ý kiến trái chiều từ giới chuyên môn sau khi ra rạp. Trong khi phần trình diễn của Phoenix nhận được nhiều lời khen ngợi, thì tông màu u ám cùng cách miêu tả căn bệnh tâm thần và xử lý bạo lực đã chia rẽ các luồng ý kiến đánh giá, đồng thời tạo ra mối lo ngại về những tác động đối với các hành vi bạo lực ngoài đời thực. Rạp chiếu phim nơi xảy ra vụ xả súng hàng loạt ở Aurora, Colorado năm 2012 trong buổi chiếu phim Kỵ sĩ bóng đêm trỗi dậy đã từ chối công chiếu bộ phim này. Mặc dù vậy, Joker vẫn đạt thành công vang dội tại phòng vé toàn cầu với doanh thu hơn 1 tỷ USD so với kinh phí sản xuất chỉ 55 triệu USD, trở thành bộ phim gắn nhãn R đầu tiên và duy nhất đạt được mốc số này, cũng như là bộ phim có doanh thu cao nhất trong sự nghiệp của Phoenix. Pete Hammond của Deadline đã viết về màn trình diễn "phi thường" của Phoenix, miêu tả nó là "tuyệt vời và mạo hiểm", còn David Rooney của The Hollywood Reporter thì gọi vai diễn của Phoenix là "yếu tố đáng xem" của bộ phim. Tác phẩm đã mang về cho anh rất nhiều giải thưởng, bao gồm giải Oscar, giải Quả cầu vàng, giải BAFTA, giải SAG và giải Critic's Choice cho Nam diễn viên chính xuất sắc nhất.

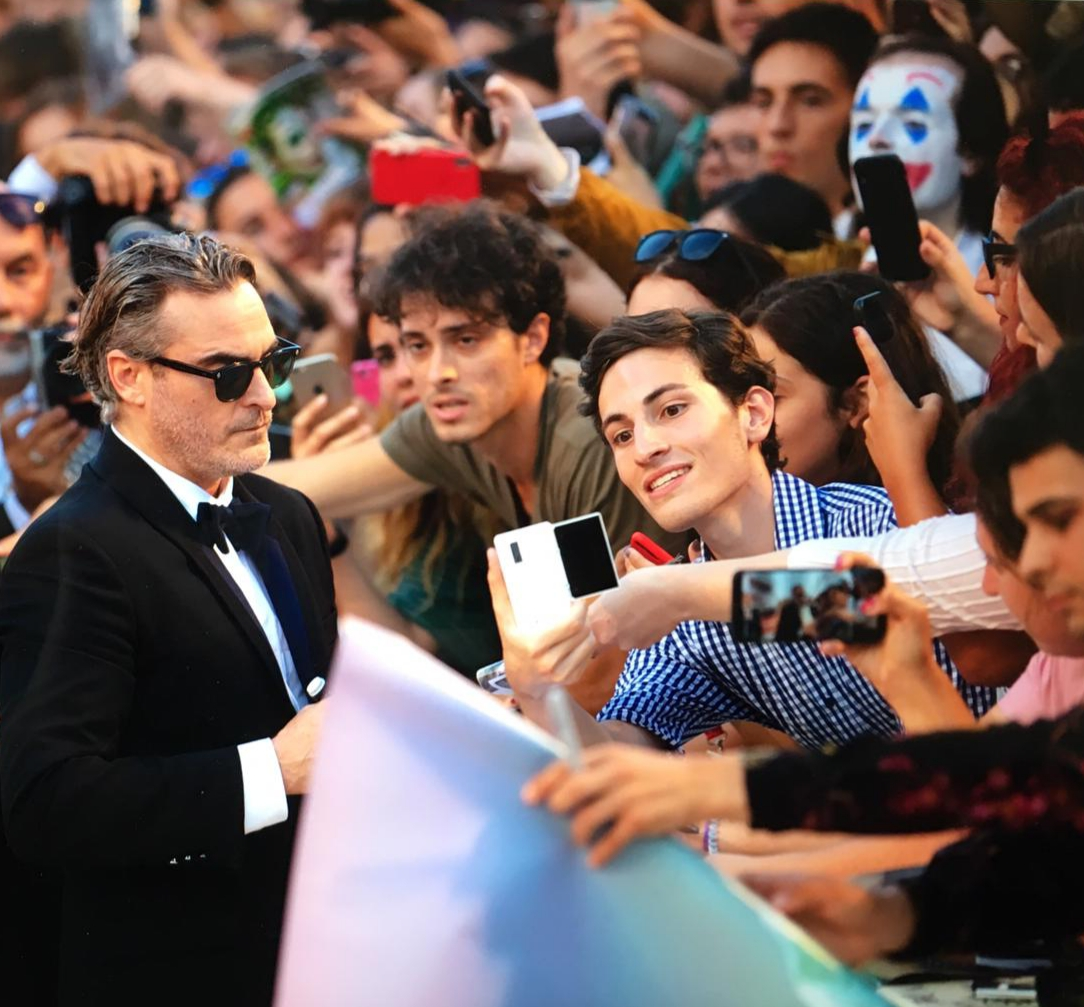
Phoenix ký tặng tại buổi ra mắt phim Joker tại Liên hoan phim Quốc tế Venice lần thứ 76.

Năm 2020, Phoenix đảm nhiệm vai trò giám đốc sản xuất của Gunda, một bộ phim tài liệu do Viktor Kossakovsky đạo diễn, với nội dung xoay quanh cuộc sống hàng ngày của một con lợn, hai con bò và một con gà một chân. Cùng năm đó, Phoenix có tên trong danh sách 25 diễn viên vĩ đại nhất thế kỷ 21 do The New York Times bình chọn; danh sách được biên tập bởi hai nhà phê bình nổi tiếng Manohla Dargis và AO Scott, trong đó đoạn văn của Phoenix do đạo diễn James Gray chấp bút.

## Phong cách diễn xuất và hình ảnh công chúng
Thuở mới vào nghề, tên tuổi của Phoenix luôn gắn liền nhất với cái chết của người anh trai River Phoenix. Các phương tiện truyền thông thường so sánh hai anh em, trong đó tờ The New York Times đã miêu tả Phoenix là "ngọt ngào và dễ bị tổn thương" hơn so với "chàng trai tóc vàng thuần Mỹ" là anh trai mình. Sau khi anh trai qua đời, Phoenix không còn tin tưởng vào giới truyền thông nữa, mà nguyên nhân chủ yếu được nhiều người suy đoán là do cách cái chết của người anh trai bị báo chí che đậy. Cho tới giờ anh vẫn thường hay được hỏi về ngày mà River qua đời. Phoenix miêu tả những cuộc phỏng vấn này là "giả dối" và đã cho rằng giới truyền thông đã cản trở quá trình mai táng của anh trai. Caroline Frost của The Huffington Post nhận xét Phoenix là người "hấp dẫn, gắn bó, tinh nghịch, trung thực", còn Anderson Cooper của 60 Minutes thì nhận xét Phoenix "không thích bình luận về bản thân". Mặc dù được biết đến với những vai diễn dữ dội và đen tối trên màn ảnh, đạo diễn James Gray, người đã làm việc với Phoenix trong bốn bộ phim điện ảnh, cho biết Phoenix thực sự không hề giống trên phim: "Cậu ấy thực sự rất dịu dàng, ngọt ngào và nhạy cảm. [...] Các tác phẩm cứ như là lối thoát cho phần tối bên trong cậu ấy vậy."
Phoenix được miêu tả là một trong những diễn viên xuất sắc nhất của thế hệ. Sau khi vụt sáng thành ngôi sao với Gladiator (2000), anh bị loại khỏi các vai diễn thần tượng tuổi teen vì ánh mắt sắt đá cùng đôi môi đầy sẹo. Cây viết Justin Chang khi phân tích sự nghiệp của Phoenix trên tờ Los Angeles Times vào năm 2020 đã nhìn nhận rằng, thông qua các tác phẩm của mình, Phoenix đang tự thử thách bản thân và tái khẳng định bản lĩnh điện ảnh của chính mình, điều này khiến anh trở nên khác biệt so với hầu hết những diễn viên cùng thế hệ. Nhà phê bình và sử gia điện ảnh Leonard Maltin đã gọi Phoenix là "một con tắc kè hoa đích thực" khi viết: "[Phoenix] hoàn toàn làm chủ màn ảnh và làm trái tim bạn phải tan vỡ". Phoenix ngoài ra cũng đặc biệt được biết đến với khả năng nhập vai và quá trình chuẩn bị kỹ lưỡng cho vai diễn, xóa bỏ ranh giới giữa giả tưởng và thực tế. Sự nhập vai đó đặc biệt trở nên rõ ràng hơn trong quá trình thực hiện bộ phim giả tưởng I'm Still Here (2010), khi Phoenix tuyên bố với thế giới anh sẽ từ bỏ diễn xuất để trở thành một rapper. Trong suốt thời gian quay phim, Phoenix vẫn giữ nguyên tính cách của mình khi xuất hiện trước công chúng, khiến nhiều người thực sự tin rằng anh đang theo đuổi sự nghiệp mới. Các phương tiện truyền thông toàn cầu cho rằng Phoenix đang bị suy sụp tinh thần, trong đó bác sĩ Drew Pinsky chẩn đoán anh mắc chứng rối loạn vận ngôn dysarthria sau màn xuất hiện tai tiếng trong chương trình The David Letterman Show. Giới truyền thông từ bối rối dần chuyển sang lo lắng khi Phoenix tiếp tục nỗ lực thuyết phục công chúng rằng anh vẫn đang nghiêm túc đi theo con đường rapper. Nhiều người lo lắng hành vi thất thường của Phoenix là dấu hiệu cho thấy anh đang mắc kẹt trong vòng xoáy của sự tự hủy hoại bản thân, thứ vốn đã cướp đi sinh mạng của người anh trai. Việc các sự kiện trong I'm Still Here đều được cố tình dàn dựng lại không hề được tiết lộ ra ngoài cho đến khi bộ phim chính thức được công chiếu. Cho tới nay, một số người vẫn thực sự tin rằng Phoenix đã trải qua cuộc khủng hoảng cá nhân trong suốt quá trình quay phim. Phoenix cho biết thời gian thực hiện I'm Still Here đã giúp anh có những lựa chọn táo bạo hơn trong sự nghiệp diễn xuất sau này.
Phoenix cho rằng không có phương pháp luận thực sự nào cho những vai diễn mà anh lựa chọn, nhưng đồng thời cũng thừa nhận anh bị thu hút bởi những nhân vật có nội tâm phức tạp. Mặc dù vậy, Phoenix vẫn vẽ ra ranh giới rõ ràng giữa phần tuổi thơ không bình thường cùng những bi kịch cá nhân của bản thân, và tài năng của anh trong việc "sống trong những nhân vật có cảm xúc bất ổn, tổn thương và bạo lực". James Gray đã miêu tả Phoenix là "một trong những người liêm khiết nhất mà tôi từng biết, và [cũng là người] ít hời hợt nhất"; Gray cũng cho biết anh ngưỡng mộ "khả năng vô hạn của Phoenix trong việc làm bạn ngạc nhiên theo chiều hướng tích cực nhất, đồng thời truyền cảm hứng để bạn tiếp tục tiến bước theo một hướng đi mà bạn không hề nghĩ tới lúc đầu, [và hướng đi ấy] tốt hơn nhiều so với những gì bạn nghĩ". Garth Davis, đạo diễn của Mary Magdalene (2018), đã nhận xét rằng Phoenix không áp dụng lối diễn xuất kiểu học thuật, đồng thời khen ngợi quá trình làm việc với Phoenix giống như đang "làm việc với một con thú hoang dã và xinh đẹp; bạn phải cho anh ấy một khoảng trời riêng, khi đó anh ấy mới có thể tự do diễn xuất: theo cách thô ráp và tự nhiên nhất. [...] Nếu kịch bản quá yếu, anh ấy sẽ phơi bày những sai sót của nó. Anh ấy rất thông minh và gần như làm việc hoàn toàn theo bản năng. Anh ấy cũng vô cùng nhạy cảm; đó có thể vừa là lời nguyền mà cũng vừa là một món quà, nhưng đối với tôi, đó mới chính là ý nghĩa của việc làm người". Trong một cuộc phỏng vấn với The Guardian vào năm 2015, Phoenix cho biết anh thích diễn phim độc lập hơn là phim của một hãng phim lớn, vì khi diễn xuất trong phim của một hãng phim lớn, "chất lượng diễn xuất sẽ bị ảnh hưởng".
Năm 2019, Phoenix thừa nhận khi chọn phim, anh thường chỉ dựa vào đạo diễn, "Tôi không thực sự quan tâm đến thể loại, quy mô, kinh phí hay bất cứ thứ gì tương tự. Chỉ là liệu có một nhà làm phim có tầm nhìn độc đáo, đủ tiếng nói và khả năng để thực hiện bộ phim đó hay không." Đối với Phoenix, một màn trình diễn tuyệt vời nằm trong tay của người đạo diễn – đó là thế giới của người đạo diễn mà anh muốn bước vào. Anh cũng khẳng định rằng đạo diễn là người tạo ra câu chuyện cho nhân vật, và những đạo diễn giỏi sẽ tự điều chỉnh theo những gì mà người diễn viên đang có. Phoenix cho biết Robert De Niro là một trong những diễn viên yêu thích nhất và có ảnh hưởng lớn nhất đến khả năng diễn xuất của anh. Phoenix nhớ lại khi xem Raging Bull lần đầu tiên trong một cuộc phỏng vấn, "Tôi nghĩ nó đã... đánh thức điều gì đó trong tôi. Và tôi có thể nhìn thấy điều đó trong đôi mắt của ông."

## Hoạt động khác

### Âm nhạc
Phoenix từng tham gia đạo diễn các video âm nhạc cho Ringside, She Wants Revenge, People in Planes, Arckid, Albert Hammond Jr. và Silversun Pickups. Anh được cho là đã sản xuất ca khúc mở đầu album My Name Is My Name của Pusha T cùng với Kanye West – một bài hát có tên "King Push". Phoenix sau đó đã phủ nhận việc sản xuất bản thu âm trong một tuyên bố với tạp chí XXL: "Mặc dù có thông tin rộng rãi rằng Pusha T đã sử dụng nhạc của tôi và tôi đã sản xuất bài hát của cậu ấy, nhưng tôi không hề được đề tên."

### Hoạt động vì quyền động vật
Phoenix được xem là một trong những người nổi tiếng tích cực nhất trong phong trào bảo vệ quyền động vật. Là một người ăn chay trường từ năm ba tuổi, anh không hề mặc bất kỳ bộ quần áo nào làm từ da động vật; anh cũng yêu cầu tất cả các trang phục da sử dụng trong phim phải được làm từ các vật liệu tổng hợp. Phoenix cũng cho biết quyền động vật là một trong những trụ cột quan trọng nhất trong cuộc đời anh, đồng thời khẳng định: "Biến đổi khí hậu sẽ xảy ra nếu như chúng ta không áp dụng lối sống dựa vào thực vật". Anh đã giúp nâng cao nhận thức về mối tương quan giữa quyền động vật, biến đổi khí hậu và các vấn đề sức khỏe. Phoenix đã nhận được nhiều lời khen ngợi và đánh giá cao từ các nhóm bảo vệ quyền động vật, trong đó tổ chức PETA vinh danh anh là "Nhân vật của năm" vào năm 2019. Ingrid Newkirk, chủ tịch của PETA, cho biết trong một tuyên bố: "Joaquin Phoenix chưa bao giờ bỏ lỡ cơ hội chuyển tất cả sự chú ý về bản thân anh sang những loài động vật, [anh là] một tấm gương tuyệt vời về việc đi theo con đường thuần chay". Phoenix cũng là người ủng hộ tích cực cho nhiều tổ chức bảo vệ quyền động vật, trong đó có PETA. Trong suốt nhiều năm, Phoenix đã dẫn đầu các chiến dịch cho nhiều tổ chức khác nhau nhằm giúp thúc đẩy chế độ ăn thuần chay và chấm dứt nạn giết mổ động vật. Vào năm 2019, Phoenix và Rooney Mara đã dẫn đầu cuộc biểu tình Ngày Quyền động vật quốc gia để giúp truyền bá nhận thức về quyền động vật. Ngày 10 tháng 1 năm 2020, Phoenix bị bắt cùng với nữ diễn viên Jane Fonda tại một cuộc biểu tình về biến đổi khí hậu bên ngoài Tòa nhà Quốc hội Hoa Kỳ ở Washington, DC. Tại cuộc biểu tình, Phoenix đã nói về mối liên hệ giữa nông nghiệp chăn nuôi và biến đổi khí hậu.
Trong mùa giải điện ảnh 2019–20, Phoenix đã thúc đẩy một phong trào hậu trường, qua đó thay đổi thực đơn của năm lễ trao giải sang các món không làm từ thịt, bắt đầu với Giải Quả cầu vàng. Ngay sau đó, Giải Critics 'Choice và Giải SAG cũng đã thực hiện thực đơn theo cách này. Phoenix đã gửi yêu cầu tới chủ tọa của các lễ trao giải, kèm theo chữ ký từ những cá nhân được đề cử như Leonardo DiCaprio và Phoebe Waller-Bridge, với nội dung cho rằng nông nghiệp chế biến thịt là nguyên nhân hàng đầu gây ra biến đổi khí hậu và các hãng truyền hình nên sử dụng nền tảng của họ để giải quyết các vấn đề xã hội cấp bách. Giải Oscar sau đó đã thông báo rằng tất cả thức ăn được phục vụ tại Dolby Theatre trước lễ trao giải sẽ là đồ chay. Lisa Lange, phó chủ tịch truyền thông tại PETA, nói về tầm ảnh hưởng của Phoenix: "Anh ấy biết những gì mình có thể làm được. Anh ấy biết mình đang ở một vị trí tốt để tạo sự thúc đẩy. [...] Và anh ấy đã thành công. Anh ấy có tầm ảnh hưởng ở Hollywood và cả phần còn lại của thế giới nữa." Sau khi giành giải Oscar cho Nam diễn viên chính xuất sắc nhất, Phoenix đã có một bài phát biểu nhận giải đáng chú ý khi đề cập tới hoàn cảnh của những con bò mẹ khi con của chúng được sử dụng trong ngành nông nghiệp chăn nuôi. Một ngày sau, Phoenix đã giải cứu một con bò cùng một bê con mới sinh khởi một lò mổ ở Los Angeles; chúng đã được đưa đến Farm Sanctuary, một tổ chức vận động và bảo tồn động vật. Cùng tháng đó, anh thủ vai chính trong Guardians of Life, bộ phim đầu tiên trong chuỗi mười hai phim ngắn của tổ chức môi trường Mobilize Earth đề cập đến những vấn đề cấp bách mà nhân loại và thế giới tự nhiên phải đối mặt. Toàn bộ số tiền gây quỹ từ dự án được chuyển đến hai tổ chức Amazon Watch và Extinction Rebellion.

### Hoạt động khác
Năm 2020, Phoenix đã hợp tác với JusticeLA để tạo chiến dịch công đồng #SuedToSaveLives về sức khỏe của những tù nhân của Hạt L.A. trong bối cảnh đại dịch COVID-19.

## Đời tư

### Quan điểm và lối sống

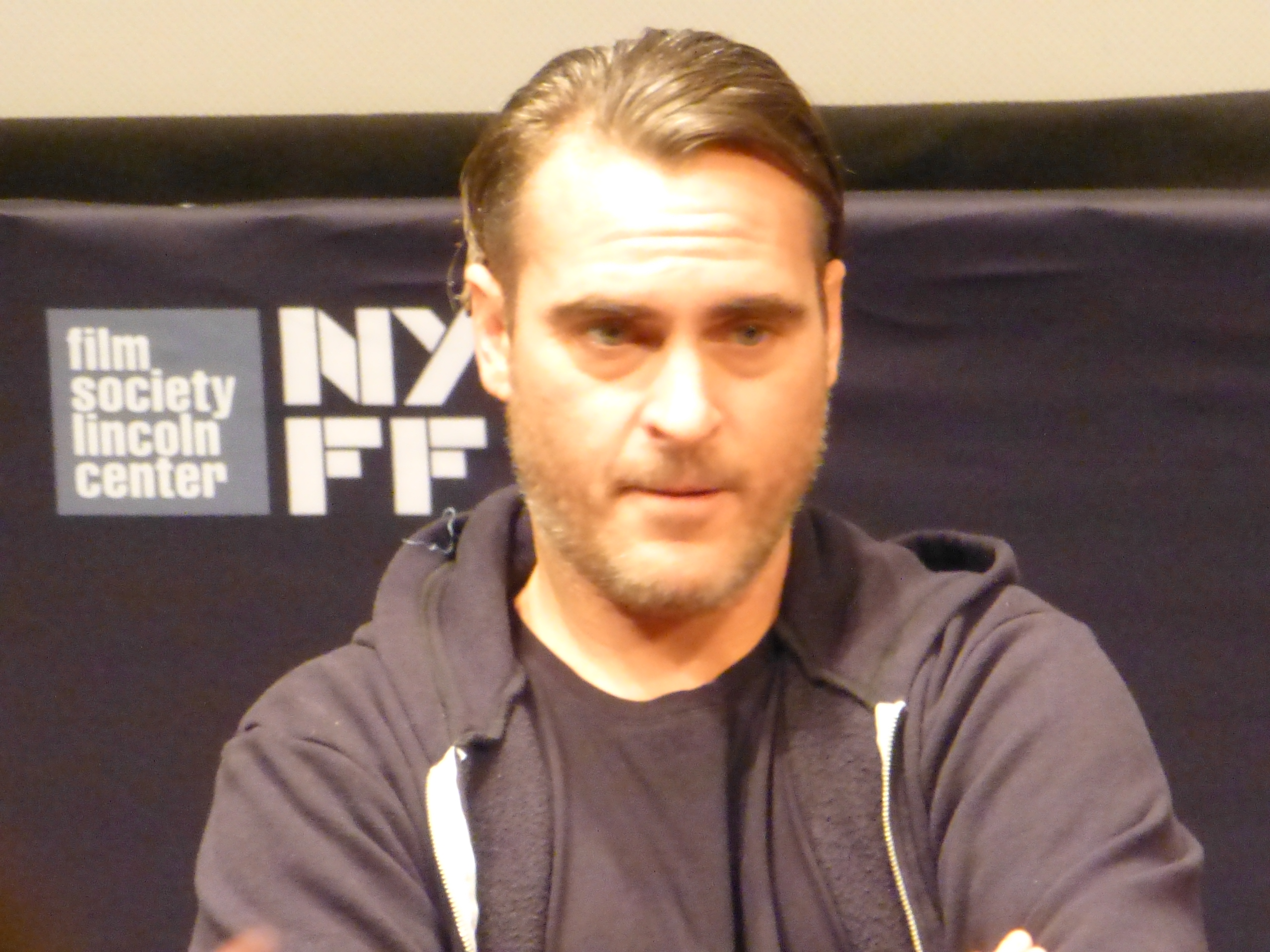
Phoenix tại Liên hoan phim New York 2014.

Sau khi trở lại với tư cách là một diễn viên vào giữa những năm 1990, Phoenix đã chuyển về sống tại Los Angeles. Anh được biết đến là người coi thường văn hóa của người nổi tiếng, hiếm khi trả lời phỏng vấn và rất kín về đời tư. Vào năm 2018, anh tự miêu tả mình là một người Do Thái thế tục, không liên kết với bất kỳ tôn giáo có tổ chức nào, và một trong những "giá trị cốt lõi" của anh là ý tưởng về sự tha thứ.
Đầu tháng 4 năm 2005, Phoenix đã tự vào trại cai nghiện để điều trị chứng nghiện rượu. 12 năm sau, anh tiết lộ rằng mình thực sự không cần can thiệp gì cả: "Tôi nghĩ mình là một người đi theo chủ nghĩa khoái lạc. Tôi là một diễn viên ở L.A., tôi muốn có những khoảng thời gian vui vẻ. Nhưng tôi đã không hòa nhập với thế giới hoặc với bản thân theo cách tôi muốn". Ngày 26 tháng 1 năm 2006, khi đang lái xe trên một con đường hẻm núi quanh co ở Hollywood, Phoenix rẽ chệch ra ngoài làn đường và bị lật xe. Vụ tai nạn được cho là do hỏng phanh. Trong lúc đang bối rối, anh nghe thấy ai đó gõ vào cửa sổ xe mình và bảo anh "hãy thư giãn". Không thể nhìn thấy người đó, Phoenix chỉ trả lời: "Tôi không sao. Tôi đang thư giản." Người đàn ông trả lời, "Không, cậu không hề." Người đàn ông sau đó đã ngăn Phoenix châm thuốc trong khi xăng đang rỉ vào cabin xe. Phoenix nhận ra người đàn ông đó là nhà làm phim người Đức Werner Herzog. Trong khi Herzog giúp Phoenix thoát khỏi đống đổ nát bằng cách phá vỡ cửa kính sau của chiếc xe, những người xung quanh đã gọi xe cấp cứu. Phoenix sau đó đã tới gặp Herzog để cảm ơn.
Năm 2012, Phoenix đã gọi Giải Oscar là "nhảm nhí". Sau đó trong một cuộc phỏng vấn, anh đã xin lỗi về những bình luận của mình, đồng thời thừa nhận giải thưởng đã cung cấp nền tảng quan trọng cho những nhà làm phim có thực lực. Anh đã thảo luận chi tiết về vấn đề này khi tham gia chương trình Jimmy Kimmel Live! vào năm 2015, giải thích rằng anh cảm thấy không thoải mái khi nhận được giải thưởng cho vai diễn của mình trong các bộ phim vì anh luôn coi việc làm phim như một quá trình hợp tác.
Là một người ăn chay trường lâu năm, Phoenix cho rằng ngành chăn nuôi là "vô lý và man rợ". Anh giải thích lý do đằng sau chủ nghĩa thuần chay của mình: "Đối với tôi, điều đó là hoàn toàn hiển nhiên – tôi không muốn gây ra nỗi đau cho một sinh vật sống có cảm xúc. Tôi không muốn mang những đứa con ra xa khỏi chúng, tôi không muốn ép chúng ở trong nhà và vỗ béo chỉ để giết thịt. Tác động của việc [giết hại động vật] đối với môi trường là vô cùng nghiêm trọng. Vì vậy, đối với tôi, đó là cuộc sống của tôi và luôn là cuộc sống của tôi, và nó là một trong những điều quan trọng nhất đối với tôi."

### Quan hệ và gia đình
Năm 1995, Phoenix bắt đầu hẹn hò với bạn diễn Liv Tyler của Inventing the Abbotts, và mối quan hệ này kéo dài cho đến năm 1998. Cả hai sau này vẫn là bạn thân của nhau; Tyler coi Phoenix và các chị em gái của anh như gia đình. Anh có quan hệ tình cảm với người mẫu Nam Phi Topaz Page-Green từ năm 2001 đến năm 2005. Phoenix hiện là thành viên ban giám đốc của The Lunchbox Fund, một tổ chức phi lợi nhuận do Page-Green thành lập, chuyên cung cấp bữa ăn hàng ngày cho học sinh của các trường học ở Soweto, Nam Phi.
Năm 2012, Phoenix gặp bạn diễn Rooney Mara trong dự án điện ảnh Her. Hai người giữ liên lạc và bắt đầu có mối quan hệ tình cảm bốn năm sau đó, trong quá trình thực hiện dự án Mary Magdalene. Lễ đính hôn của họ được diễn ra vào ngày tháng 7 năm 2019; một năm sau, cặp đôi cho biết họ đang mong muốn có một đứa con đầu lòng. Cuối tháng 9 năm 2020, nhiều nguồn tin xác nhận cả hai đã có với nhau một bé trai tên là River – đặt theo tên người anh quá cố của Phoenix. Phoenix và Mara cư trú tại Hollywood Hills. Anh miêu tả cuộc sống gia đình của mình rất đơn giản: Anh thích ngồi thiền, xem phim tài liệu, đọc kịch bản và tham gia các lớp học karate. Phoenix còn sở hữu đai đen karate.

## Danh sách phim và giải thưởng
Theo trang tổng hợp kết quả đánh giá Rotten Tomatoes và trang tổng hợp doanh thu phòng vé Box Office Mojo, các bộ phim thành công về mặt thương mại và được giới phê bình đánh giá cao nhất của Phoenix bao gồm Parenthood (1989), To Die For (1995), Gladiator (2000), Signs (2002), Brother Bear (2003), The Village (2004), Walk the Line (2005), Two Lovers (2008), The Master (2012), The Immigrant (2013), Her (2013), Inrupt Vice (2014), You Were Never Really Here (2017) và Joker (2019).
Viện Hàn lâm Khoa học và Nghệ thuật Điện ảnh đã công nhận Phoenix với các vai diễn sau:
- Giải Oscar lần thứ 73 (2001): Nam diễn viên phụ xuất sắc nhất, đề cử cho vai Commodus trong Gladiator
- Giải Oscar lần thứ 78 (2006): Nam diễn viên chính xuất sắc nhất, đề cử cho vai John R. "Johnny" Cash trong Walk the Line
- Giải Oscar lần thứ 85 (2013): Nam diễn viên chính xuất sắc nhất, đề cử cho vai Freddie Quell trong The Master
- Giải Oscar lần thứ 92 (2020): Nam diễn viên chính xuất sắc nhất, chiến thắng với vai Arthur Fleck / Joker trong Joker

Phoenix giành được hai giải Quả cầu vàng: Nam diễn viên phim ca nhạc hoặc phim hài xuất sắc nhất cho Walk the Line và Nam diễn viên phim chính kịch xuất sắc nhất cho Joker, một giải BAFTA cho Nam diễn viên chính xuất sắc nhất và một giải SAG cho Nam diễn viên chính xuất sắc nhất cho Joker. Phoenix và River Phoenix là cặp anh em duy nhất được đề cử giải Oscar cho phần diễn xuất. Cả Phoenix và nam diễn viên Heath Ledger đều giành được giải Oscar cho vai diễn Joker, trở thành cặp diễn viên thứ hai giành giải Oscar khi đóng cùng một nhân vật – cặp còn lại là Marlon Brando và Robert De Niro, lần lượt với giải Oscar cho Nam diễn viên chính xuất sắc nhất và giải Oscar cho Nam diễn viên phụ xuất sắc nhất cho vai diễn Vito Corleone.
Phoenix đã nhận giải Grammy cho Tác phẩm âm nhạc biên soạn xuất sắc nhất cho phim ảnh cho nhạc phim Walk The Line. Anh cũng giành được Cúp Volpi cho Nam diễn viên chính xuất sắc nhất tại Liên hoan phim quốc tế Venice lần thứ 69 với vai diễn trong The Master, và giải Nam diễn viên chính xuất sắc nhất tại Liên hoan phim Cannes lần thứ 70 cho vai diễn trong You Were Never Really Here.